# Vallecrosia
Vallecrosia (en ligur Vallecrösia o Vallecrösa) és un comune italià, situat a la regió de la Ligúria i a la província d'Imperia. El 2015 tenia 6.956 habitants.

## Geografia
Té una superfície de 3,68 km² i la frazione de Vallecrosia Alta. Limita amb Bordighera, Camporosso, San Biagio della Cima i Vallebona.

## Evolució demogràfica
| Gràfica d'evolució de Vallecrosia entre 1861 i 2011 |
|                                                     |
| Font: ISTAT                                         |